# Embelia arunachalensis
Embelia arunachalensis är en viveväxtart som beskrevs av R.K.Choudhary, R.C.Srivast. och Arup K.Das. Embelia arunachalensis ingår i släktet Embelia och familjen viveväxter. Inga underarter finns listade i Catalogue of Life.